# 覇王戦
覇王戦（はおうせん）は、韓国の囲碁の棋戦。1956年に創設。2001年からは国民PASSカード杯覇王戦。、2003年第37期まで実施された。
- 主催 大韓毎日新聞（ソウル新聞）
- 後援 国民カード

## 歴代優勝者と挑戦手合
（左が優勝者）
1. 1959年 趙南哲 - キム・ミョンファン
2. 1960年 趙南哲 - ソ・ヨンセン
3. 1961年 趙南哲 - キム・テヨン
4. 1962年 趙南哲 - イ・チャンセ
5. 1964年 チョン・チャンヒョン - 尹奇鉉
6. 1965年 金寅 - チョン・チャンヒョン
7. 1967年 金寅 - 姜哲民
8. 1968年 金寅 3-1 姜哲民
9. 1969年 金寅 3-1 金在九
10. 1970年 金寅 3-0 趙南哲
11. 1971年 金寅 3-0 尹奇鉉
12. 1976年 金寅 3-2 尹奇鉉
13. 1977年 曺薫鉉 3-1 金寅
14. 1978年 曺薫鉉 3-0 金寅
15. 1979年 曺薫鉉 3-0 河燦錫
16. 1980年 曺薫鉉 3-0 姜勲
17. 1981年 曺薫鉉 3-1 姜勲
18. 1982年 曺薫鉉 3-0 徐奉洙
19. 1983年 曺薫鉉 3-0 徐奉洙
20. 1984年 曺薫鉉 3-0 姜勲
21. 1985年 曺薫鉉 3-1 徐奉洙
22. 1986年 曺薫鉉 3-1 徐奉洙
23. 1987年 曺薫鉉 3-0 梁宰豪
24. 1988年 曺薫鉉 3-0 李昌鎬
25. 1989年 曺薫鉉 3-0 呉圭喆
26. 1990年 曺薫鉉 3-0 張秀英
27. 1991年 曺薫鉉 3-0 徐能旭
28. 1992年 曺薫鉉 3-1 尹盛鉉
29. 1993年 李昌鎬 3-1 曺薫鉉
30. 1994年 李昌鎬 3-1 劉昌赫
31. 1995年 曺薫鉉 3-2 李昌鎬
32. 1997年 曺薫鉉 3-1 劉昌赫
33. 1998年 曺薫鉉 3-2 李聖宰
34. 2000年 曺薫鉉 2-1 李聖宰
35. 2001年 李昌鎬 3-1 曺薫鉉
36. 2002年 李昌鎬 3-0 安祚永
37. 2003年 劉昌赫 3-0 李昌鎬

## 記録
- 最多優勝 20回 曺薫鉉
- 最多連覇 16連覇 曺薫鉉